# Alphabet (azienda)
Alphabet Inc. è un'azienda statunitense, fondata nel 2015 come holding a cui fanno capo Google LLC e altre società controllate.

## Caratteristiche
Finanziariamente Alphabet è organizzata come conglomerato, ovvero è divisa in settori che si occupano di affari diversi: tecnologia, biotecnologie (Calico), investimenti finanziari (Google Ventures, Google Capital) e ricerca (Google X Lab e Nest Labs).
Ha sede in California ed era guidata da Larry Page e Sergey Brin, i due fondatori del motore di ricerca Google fino a dicembre 2019, quando hanno delegato la gestione della holding a Sundar Pichai. Nella Borsa di New York le azioni di Google Inc. sono state convertite in azioni di Alphabet, che viene scambiata con i “vecchi” nomi di GOOG e GOOGL.
La fondazione di Alphabet ha risposto a due necessità: a) rendere più trasparenti le attività inerenti a Google, il marchio più conosciuto in assoluto del gruppo; b) concedere una maggiore autonomia alle società del gruppo che operano in settori diversi da quello dei servizi internet.

## Storia

Struttura di Alphabet.

L'annuncio della costituzione di una nuova holding è stato dato il 10 agosto 2015 da Larry Page con un messaggio postato sul blog aziendale. L'amministratore delegato di Google Inc. annunciava lo scorporo delle numerose società controllate dall'azienda capofila, che si concentrava pertanto in un unico settore di attività. Tali società passavano sotto il controllo di un nuovo soggetto, Alphabet.
Google Inc. seguiva il processo di riorganizzazione: anch'essa diventava una società controllata dalla nuova holding.
Quanto alle cariche dirigenziali, i due fondatori di Google assumevano la dirigenza di Alphabet; Sundar Pichai sostituiva Larry Page come amministratore delegato di Google.

## Il dominio .xyz
Il nome alphabet.com è di proprietà della casa automobilistica tedesca BMW. In mancanza del .com, per il sito web della holding ("abc") è stato scelto il dominio di primo livello .xyz, introdotto pochi mesi prima.

## Azionisti
| Azionista                         | Percentuale |
| --------------------------------- | ----------- |
| The Vanguard Group                | 7,58 %      |
| Capital Research & Management     | 5,00 %      |
| SSgA Funds Management             | 3,64 %      |
| Fidelity Management & Research    | 3,12 %      |
| BlackRock Fund Advisors           | 2,15 %      |
| T. Rowe Price Associates          | 1,94 %      |
| Geode Capital Management          | 1,93 %      |
| Norges Bank Investment Management | 1,67 %      |
| Northern Trust Investments        | 1,16 %      |
| Wellington Management             | 1,08 %      |

## Società controllate

### Google
Azienda che offre servizi online tra i quali il motore di ricerca Google, il sistema operativo Android, il sistema operativo Chrome OS e servizi web quali YouTube, Gmail, Google Maps e molti altri.

### X
Noto precedentemente come Google X, è una struttura gestita da Alphabet, con sede a circa un chilometro di distanza dal Googleplex. Il lavoro in laboratorio è supervisionato da Sergey Brin, uno dei cofondatori di Google. Si occupa di progetti futuristici quali la robotica, (con l'acquisto della Boston Dynamic, poi venduta a SoftBank, e altre società specializzate in questo settore), la realtà aumentata con i Google Glass, droni per le consegne a domicilio (Project Wing), lenti a contatto tecnologiche, e auto con pilota automatico. Secondo alcune fonti inoltre starebbe elaborando progetti quali Hoverboard, un ascensore spaziale lunare e altri, molti dei quali accantonati per poi essere ripresi in futuro, a causa dei limiti della tecnologia contemporanea.

### Project Loon
Project Loon è un progetto in fase di sviluppo, con la missione di offrire connettività internet attraverso l'uso di palloni ad alta quota. Inoltre, grazie all'acquisto della Titan Aerospace, Google ha a disposizione i suoi droni router per poterli accoppiare a Project Loon, e con la successiva acquisizione della Skybox Imaging, Google prevede di sfruttare i suoi satelliti (oltre che per migliorare Google Maps) come dei "ponti radio" in grado di amplificare la diffusione del segnale wireless in modo da portare la connettività internet anche in zone difficili da raggiungere con i mezzi comuni o colpite da calamità naturali. Il primo paese in cui Project Loon ha debuttato è lo Sri Lanka.

### Sidewalk Labs
Progetto per costruire città e aeroporti per rimediare all'inefficienza delle strutture attuali. Pare infatti che sia stato inaugurato un nuovo dipartimento di ricerca e sviluppo, chiamato Google Y, focalizzato su progetti a lungo termine, ancor più di quanto non avvenga già tra le mura del Google X Lab.

### Calico
Calico è una società di ricerca e sviluppo biotecnologico, fondata nel 2013 da Google, il cui obiettivo è quello di affrontare il processo di invecchiamento. Più in particolare, il piano di Calico è quello di utilizzare tecnologie avanzate per aumentare la comprensione della biologia che causa il deterioramento della salute nel tempo, in modo da prevenire disfunzioni e malattie.
Nel mese di settembre 2014 è stato annunciato che Calico, in collaborazione con AbbVie, avrebbe aperto una struttura di ricerca e sviluppo focalizzata sull'invecchiamento e sulle malattie legate all'età, quali la neurodegenerazione e il cancro.

### Altre società
- DeepMind: si occupa di intelligenza artificiale.
- GV: ex Google Ventures, azienda d'investimento finanziario in aziende startup. Opera in modo indipendente da Alphabet in vari settori, da Internet, software e hardware, scienze della vita, sanità, intelligenza artificiale, trasporti, sicurezza informatica e agricoltura;
- CapitalG: nota precedentemente come Google Capital, è un fondo di venture capital;
- Google Fiber: fornisce banda larga tramite fibra ottica negli Stati Uniti;
- Nest Labs: società che si occupa di automazione domestica, sistemi programmabili, sensori di guida, termostati Wi-Fi, rilevatori di fumo, telecamere di sicurezza ed altri dispositivi di sicurezza;
- Jigsaw: nota precedentemente come Google Ideas, è un incubatore aziendale;
- Verily Life Sciences: nota precedentemente come Google Life Sciences, si occupa dello studio delle scienze della vita;
- Waymo: è la società dedita allo sviluppo di auto autonome.